# Contoscálio

Mapa da Constantinopla bizantina. O Contoscálio está localizado na porção sudoeste da cidade, com o nome "Porto de Juliano/Sofia"

Contoscálio (em grego: Κοντοσκάλιον; romaniz.: Kontoskálion), também conhecido como Porto de Juliano (em latim: Portus Iulianus; em grego: ), Novo Porto (em latim: Portus Novus) ou Porto de Sofia (em grego: Λιμὴν τῆς Σοφίας/Λιμὴν τῶν Σοφιῶν; em latim: Portus Sophiae), e em tempos otomanos como Porto das Galés (em turco: Kadırga Limanı), foi um porto da cidade de Constantinopla, ativo do século IV até o começo do período otomano. Construído durante a curta estadia de Juliano, o Apóstata (r. 361–363) na capital, foi por diversas vezes restaurado e melhorado ao longo dos séculos, notadamente durante os reinados de Anastácio I Dicoro (r. 491–518) e Justino II (r. 565–578). No final do século VI adquiriu um caráter militar e tornou-se base para a marinha bizantina.
Sob Teófilo (r. 829–842), o Contoscálio recebeu um arsenal e sob Miguel VIII Paleólogo (r. 1259–1282) e Andrônico II Paleólogo (r. 1282–1328) recebeu um muro de silhar e uma corrente para proteção e portões de ferro. Alegadamente permaneceu em uso somente até o reinado de Maomé II, o Conquistador (r. 1444-1446; 1451-1481), embora tenha sido descrito como em funcionamento até o século XIX. Na literatura foi conhecido sob vários nomes, e as fontes a seu respeito são frequentemente contraditórias.

## História

### Período bizantino

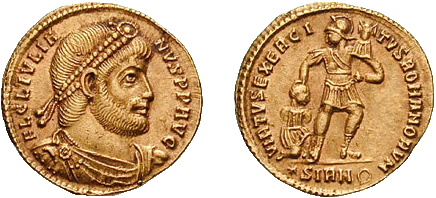
Soldo de r.

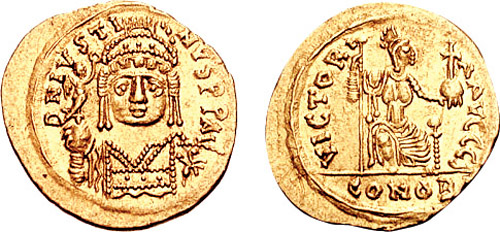
Soldo de Justino II r.

O porto localizava-se numa baía - ainda reconhecível no perfil plano da paisagem - do mar de Mármara, na terceira região da cidade, no final sudoeste do vale do Hipódromo e sua área cobria partes dos atuais bairros de "Porto das Galés" (em turco: Kadırga Limanı) e "Porta de Areia" (em turco: Kumkapı) no distrito de Fatih de Istambul. Já durante o reinado de Constantino, o Grande (r. 306–337) o sítio do posterior porto foi usado como um quebra-mar. Em 362, durante sua curta estadia na capital, Juliano, o Apóstata (r. 361–363) construiu na costa de Propôntida um porto chamado "Novo Porto" (Portus Novus) ou "Porto Juliano" (em latim: Portus Iulianus; em grego: Λιμὴν τοῦ Ἰουλιανοῦ): ao mesmo tempo erigiu na frente dele um edifício com forma crescente chamado Sigma ou Pórtico Semi-redondo (Porticus Semirotunda). Esta decisão foi tomada apesar de muitos problemas que afetavam a localização: cada porto ao longo da costa do Mármara foi indefeso contra as fortes tempestades causadas pelo sul sudoeste intermitente, o lodos; elas trouxeram muita areia para a bacia, fazendo-se necessário uma periódico e extensiva dragagem; além disso, as fortes chuvas provocaram erosão das colinas causando assoreamento. Por outro lado, a construção dum porto na costa sul foi necessário para suprir as regiões oeste e sul da cidade, muito distantes do Chifre de Ouro.
Os problemas desta área foram agravados por repetidos incêndios urbanos, o primeiro tendo ocorrido no final do século IV parcialmente destruindo a região. No século VI, Anastácio I Dicoro (r. 491–518) esvaziou a bacia usando máquinas hidráulicas, construiu um molhe e dragou o substrato de areia. Depois, possivelmente sob Justiniano (r. 527–565), parte do tráfico do porto Neório, o primeiro porto construído da cidade no Corno de Ouro, foi transferido para o novo porto. Após danos causados por outro incêndio em 561, Justino II (r. 565–578), em torno de 575, comissionou importantes trabalhos, dragando o solo novamente e aumentando a bacia: os trabalhos foram dirigidos por dois oficiais, o prepósito do cubículo sagrado Narses e o protovestiário Troilo. Na frente do porto aumentado, renomeado "Porto de Sofia" (em grego: Λιμὴν τῆς Σοφίας) em honra a imperatriz de Justino, foram erigidas quatro estátuas representando Justino, Sofia, a filha deles Arábia e Narses.

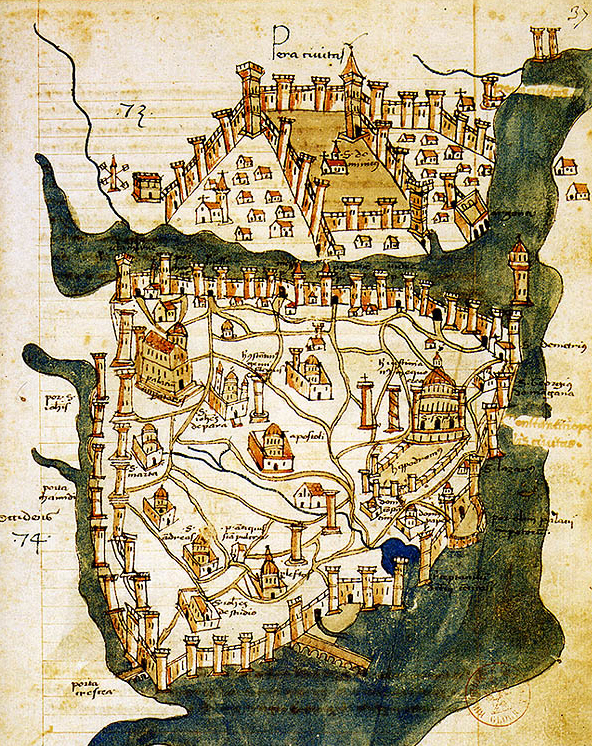
Constantinopla segundo Cristóvão Buondelmonti. O Contoscálio está claramente visível na parte direita central, a direita do Hipódromo

No final do século, o porto também adquiriu uma função militar, que não perderia até o fim, tornando-se a base da marinha bizantina. O imperador Filípico (r. 711–713) removeu duas das estátuas que adornavam-o, uma vez que portavam inscrições proféticas que considerou desfavoráveis. Durante seu reinado, Teófilo (r. 829–842) construiu um arsenal perto do porto, nas proximidades da Porta do Leão (Porta Leonis, a otomana Çatladı Kapı), compreendendo um estaleiro e arsenais. Entre os séculos IX e XI, o porto permaneceu operacional: naquele período, os escritores da Pátria de Constantinopla começaram a referir-se a ele também como Contoscálio, que permaneceu a denominação grega para o bairro situado a oeste, conhecido em turco como Kumkapı.
Após o fim do Império Latino, o porto aparece em várias fontes sob o nome Contoscélio (em grego: Κοντοσκελιών; romaniz.: Kontoskelion), causando confusão entre estudiosos modernos. De acordo com a Pátria, esta denominação é um patronímico referente a certo Agaliano, um turmarca bizantino (oficial militar sênior) apelidado Contosceles devido a suas pernas curtas, mas o estudioso alemão Albrecht Berger rejeita isso como um erro dos autores, devido a diferença etimológica das palavras: "Contoscálio" significa "pequeno passo ou cais". Alguns autores, como Raymond Janin, propuseram que o nome Contoscélio (em grego: πρὸς τὸ Βλάγκα Κοντοσκέλιον) pode referir-se a outro porto localizado 150 metros a oeste do Porto de Juliano/Sofia, próximo a área de Vlanga, mas esta interpretação deve ser desconsiderada, uma vez que é certo que o Contoscálio foi o único porto em uso no mar de Mármara até o século XV.
Naquele período, o porto manteve sua importante função: durante a dinastia paleóloga, Miguel VIII Paleólogo (r. 1259–1282) protegeu-o com um muro de silhar e uma corrente, enquanto seu sucessor Andrônico II (r. 1282–1328) deixou-o mais fundo e fechou sua entrada com portões de ferro, protegendo os barcos das tempestades que vinham com o lodos. O porto foi atestado num encômio do imperador João VIII Paleólogo (r. 1425–1448) escrito em 1427. Dele sabemos que João VIII ordenou a reparação dele, empregando trabalho pago (entre eles estavam clérigos e monges), e não serventes. No final destes trabalhos, a bacia podia abrigar 300 galés. Em algumas versões do mapa do viajante florentino Cristóvão Buondelmonti (que visitou Constantinopla em 1421), a bacia é mostrada flanqueada por seu arsenal, e no relato do viajante espanhol Pedro Tafur, que viu-o em 1437, o porto ainda estava ativo. Isso persistiu até a Queda de Constantinopla em 1453.

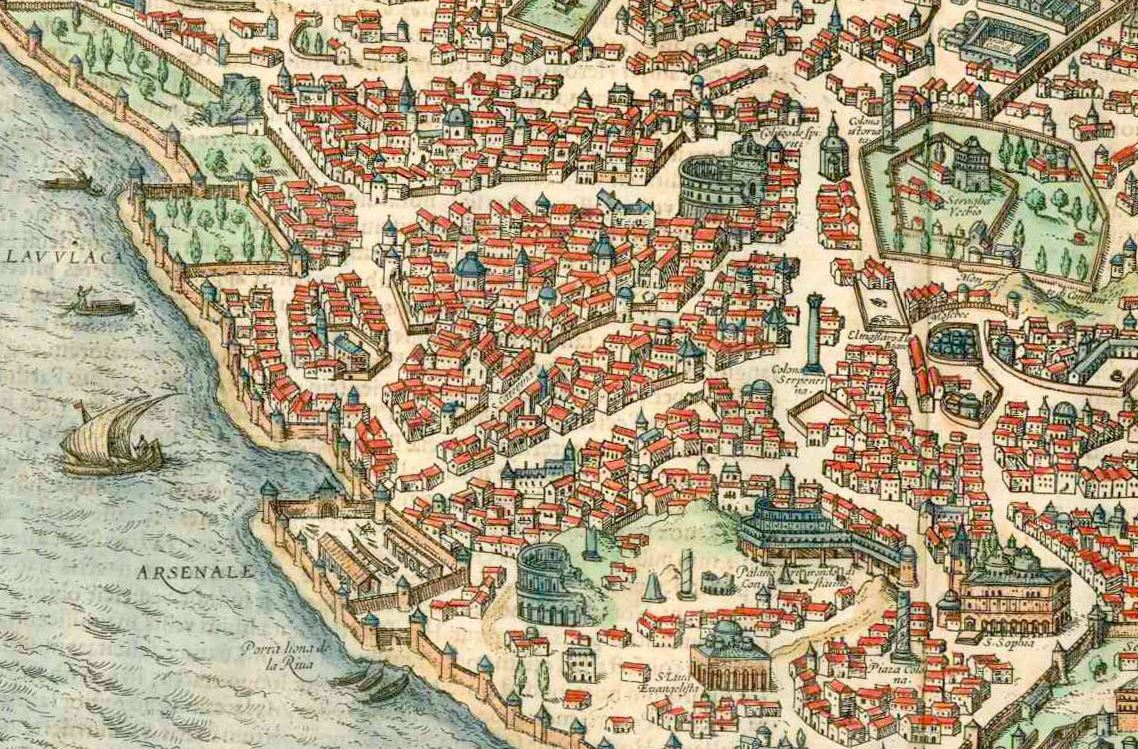
O Porto das Galés e seu arsenal, do Byzantium nunc Constantinopolis de Georg Braun, 1572

### Período otomano
Após a conquista da cidade, em 1462 o sultão Maomé II, o Conquistador (r. 1444-1446; 1451-1481) fortificou o porto, agora conhecido como "Porto das Galés" (Kadırga Limanı), construindo várias torres. Contudo, o começo da construção em 1515 dum novo arsenal no Corno de Ouro, o Tersâne-i Âmire, protegido das tempestades provocadas pelo vento sudoeste, e o enorme crescimento da Marinha Otomana, causaram o declínio do Porto das Galés. O viajante francês do século XVI Pedro Gílio registra que em torno de 1540 as mulheres daquele bairro usavam a bacia para lavar suas roupas. Apesar disso, em alguns mapas do século XVIII, o porto é ainda mostrado como em uso. O fim do porto foi acelerado pela erosão da Mesquita de Nuruosmaniye, iniciado em 1748, uma vez que a terra escavada foi parcialmente jogada no porto. A bacia e o arsenal têm desde há muito tempo desaparecido, e hoje eles estão parcialmente edificados.

## Descrição
Na primeira descrição da área, decorrente do século VI, o porto é descrito como uma bacia flanqueada por um arsenal cercado por muros. Os primeiros mapas da cidades mostra a mesma situação, com o arsenal estendendo-se pela área plana a oeste da Mesquita de Sokollu Mehmet Paşa até a antiga muralha marítima de Porta de Areia, enquanto a bacia, protegida por um molhe, é delimitada pelos muralhas marítimas, ainda preservados no século XIX. De acordo com Wolfgang Müller-Wiener, é também possível que a área do arsenal foi originalmente outra bacia marítima, mas a divisão entre Contoscálio e o Porto de Sofia aparente em vários mapas antigos, onde estão representados como portos separados, deveria ser refutada, devido à topografia local.